# Zerstörergeschwader 101
Zerstörergeschwader 101 foi uma unidade de caças pesados da Luftwaffe que prestou serviço durante a Segunda Guerra Mundial. Operou aeronaves Messerschmitt Bf 109, Junkers Ju 88 e Focke-Wulf Fw 190 (apenas o III./ZG 101).

## Comandantes
- Major Johann Kogler: 20 de março de 1943[1]
- Oberst Heinz Nacke: 15 de janeiro de 1944[3]